# Đường lên đỉnh Olympia năm thứ 7
Đường lên đỉnh Olympia năm thứ 7, thường được gọi tắt là Olympia 7 hay O7, là năm thứ bảy của cuộc thi Đường lên đỉnh Olympia dành cho học sinh trung học phổ thông do Đài Truyền hình Việt Nam tổ chức. Cuộc thi năm thứ 7 được phát sóng trên kênh VTV3 từ ngày 2 tháng 4 năm 2006 và kết thúc với trận chung kết được truyền hình trực tiếp vào ngày 1 tháng 4 năm 2007. Khác với các năm trước, cuộc thi lần này chỉ dành cho học sinh lớp 10 và lớp 11 tham gia do sự thay đổi về mốc thời gian tổ chức.
Nhà vô địch của năm thứ 7 là Lê Viết Hà đến từ Trường Trung học phổ thông Chuyên Lê Khiết, Quảng Ngãi.

## Luật chơi
Mỗi chương trình gồm có bốn phần thi:

### Khởi động
Có năm câu hỏi được đưa ra dưới dạng điền từ vào chỗ trống, mỗi câu có 5 giây để trả lời. Trả lời đúng được 10 điểm, sai không bị trừ điểm. Điểm tối đa là 50 điểm.

### Vượt chướng ngại vật
Có tám từ hàng ngang, cũng chính là tám gợi ý để các thí sinh tìm ra một chướng ngại vật của chương trình (chướng ngại vật này là một từ chìa khóa không giới hạn số chữ cái). Mỗi thí sinh sẽ có hai lượt lựa chọn từ hàng ngang. Với mỗi câu hỏi, các thí sinh cùng trả lời bằng máy tính trong vòng 15 giây; trả lời đúng sẽ ghi được 10 điểm (20 điểm nếu là thí sinh chọn từ hàng ngang).
Thí sinh có thể bấm chuông trả lời chướng ngại vật bất cứ lúc nào. Trả lời đúng chướng ngại vật trước khi bắt đầu từ hàng ngang thứ 3 được 80 điểm; trả lời đúng trước gợi ý cuối cùng của chương trình (sau khi kết thúc cả 8 hàng ngang) được 40 điểm, sau gợi ý cuối cùng thì chỉ được 20 điểm. Nếu trả lời sai chướng ngại vật, thí sinh sẽ bị loại khỏi phần chơi này.
Điểm tối đa cho phần thi này là 140 điểm, nếu trả lời đúng cả 8 từ hàng ngang và trả lời đúng trước gợi ý cuối cùng.

### Tăng tốc
Có bốn câu hỏi được đưa ra dưới dạng tư duy logic (tìm quy luật, câu hỏi tiếng Anh, kiểm tra trí nhớ, quan sát đoạn băng), với mỗi câu hỏi các thí sinh trả lời bằng máy tinh trong thời gian 30 giây. Thời gian trả lời của các thí sinh sẽ được hệ thống ghi lại chính xác đến phần trăm giây.
- Trả lời đúng và nhanh nhất được 40 điểm.
- Trả lời đúng và nhanh thứ hai được 30 điểm.
- Trả lời đúng và nhanh thứ ba được 20 điểm.
- Trả lời đúng và nhanh thứ tư được 10 điểm.

Điểm tối đa của phần thi này là 160 điểm.

### Về đích
Có ba gói câu hỏi với các mức 30, 40 và 50 điểm, tương ứng với số lượng câu hỏi trong gói là 3, 4 và 5. Mỗi thí sinh có hai lượt lựa chọn gói câu hỏi, trả lời đúng mỗi câu được 10 điểm, trả lời sai bị trừ 10 điểm.
Thí sinh cũng có một lần duy nhất được đặt ngôi sao hy vọng trong lượt lựa chọn gói câu hỏi của mình, và phải đặt ngay trước khi gói câu hỏi bắt đầu. Sau đó, thí sinh phải trả lời cả gói câu hỏi có ngôi sao hy vọng. Trả lời đúng mỗi câu được 20 điểm, trả lời sai mỗi câu bị trừ 20 điểm.
Điểm tối đa của phần thi này là 150 điểm, nếu chọn gói câu hỏi 50 điểm trong cả hai lượt lựa chọn, trả lời đúng tất cả các câu hỏi và sử dụng ngôi sao hy vọng cho một trong hai lượt.
Tổng điểm tối đa trong suốt chương trình là 500 điểm (nếu trả lời đúng tất cả các câu hỏi trong suốt cuộc chơi).

## Chi tiết các trận đấu
| Màu sắc sử dụng trong các bảng kết quả                  |
| ------------------------------------------------------- |
| Thí sinh đạt giải nhất và trực tiếp lọt vào vòng trong  |
| Thí sinh lọt vào vòng trong nhờ có số điểm nhì cao nhất |
| Thí sinh Vô địch cuộc thi Chung kết Năm                 |

### Giao lưu Đường lên đỉnh Olympia năm thứ 7
Đây là chương trình giao lưu giữa các thí sinh tham dự Đường lên đỉnh Olympia năm thứ 7.

### Trận 53: Chung kết năm
| Tên thí sinh     | Trường                           | Khởi động | VCNV | Tăng tốc | Về đích | Tổng điểm |
| ---------------- | -------------------------------- | --------- | ---- | -------- | ------- | --------- |
| Trần Việt Phú    | THPT Kim Sơn B, Ninh Bình        | 20        | 10   | 100      | -50     | 80        |
| Lê Viết Hà       | THPT Chuyên Lê Khiết, Quảng Ngãi | 30        | 40   | 120      | 20      | 210       |
| Nguyễn Đức Giang | THPT Nhị Chiểu, Hải Dương        | 30        | 50   | 30       | 10      | 120       |
| Trần Thị Thu Hà  | THPT Nguyễn Xuân Ôn, Nghệ An     | 30        | 30   | 60       | -70     | 50        |

- Dẫn chương trình tại các điểm cầu: Phan Quỳnh Trang (điểm cầu Ninh Bình), Dương Hồng Phúc (điểm cầu Quảng Ngãi), Nguyễn Hoàng Linh, phụ dẫn cùng nghệ sĩ Quang Thắng (điểm cầu Hải Dương), Nguyễn Diệp Chi (điểm cầu Nghệ An).

## Sự việc liên quan

### Cuộc thi chỉ có 140 thí sinh
Thông thường, mỗi năm Olympia có 36 trận thi tuần và 144 thí sinh. Tuy nhiên, năm thứ 7 của cuộc thi chỉ có 140 thí sinh. Lý do là ở trận Tuần 3 - Tháng 2 - Quý 1, trong phần thi Về đích, thí sinh Trần Vi Đô (Phú Yên) nhận được câu hỏi "Hồng cầu được sinh ra từ đâu?" và đã trả lời là "tuỷ sống" theo đáp án của chương trình, chung cuộc với 140 điểm và giành được vòng nguyệt quế; thí sinh về nhì là Đặng Thị Hòa (Hải Dương) với 130 điểm. Sau đó chương trình mới chỉnh sửa lại đáp án phải là "tuỷ xương" chứ không phải "tuỷ sống", như vậy Trần Vi Đô chỉ được 120 điểm và Đặng Thị Hòa mới là thí sinh nhất tuần. Tuy nhiên khi đó trận đấu Tuần 3 - Tháng 2 - Quý 1 đã được ghi hình và không thể thay đổi lại kết quả; do đó trận thi tuần còn lại của Tháng 3 - Quý 1 đã bị hủy bỏ để Đặng Thị Hòa trở thành một trong những thí sinh của trận thi Tháng 3 - Quý 1.